# 스이즈촌
스이즈촌(水津村)은 니가타현 사도군에 있던 촌이다. 

## 역사
- 1889년 4월 1일 - 정촌제 시행에 수반해 가모군 스이즈촌이 성립하였다.
- 1896년 4월 1일 - 군 통합에 의해 사도군에 소속되었다.
- 1954년 11월 3일 - 료쓰정, 가모촌, 가와사키촌, 이와쿠비촌, 우치카이후촌, 요시이촌의 일부와 합병, 당일 시로 승격해 료쓰시가 되어 소멸하였다.

## 참고문헌
- 『市町村名変遷辞典』東京堂出版、1990年。